# Ramón Castro Jijón
Ramón Castro Jijón (ur. 15 listopada 1915, zm. 1 listopada 1984) – ekwadorski admirał i dowódca Marynarki Wojennej, który w 1963 obalił prezydenta Carlosa J. Arosemenę i stanął na czele państwa jako szef junty wojskowej. Następnie przebywał na emigracji w Brazylii.